# Der Vinterstormene Raste
Der Vinterstormene Raste er den første demo fra det norske black metal-band Thule, senere kendt som Taake. Det blev udgivet i 1993.

## Spor
Alle sange er skrevet og komponeret af Ulvhedin Hoest
1. "Et Skaldekvad I Hellig Blod" – 07:16
2. "Rasekrig" – 06:02